# جائزة البرازيل الكبرى 1978
جائزة البرازيل الكبرى 1978 هو سباق فورمولا 1 أقيم بتاريخ 29 يناير 1978 في البرازيل. كان الثاني من أصل 16 في بطولة العالم لسباقات الفورمولا واحد موسم 1978. حلّ الأرجنتيني كارلوس ريوتيمان أولا بينما جاء البرازيلي إيمرسون فيتيبالدي في المركز الثاني وحصل على المركز الثالث النمساوي نيكي لاودا.